# Председатель (фильм)
«Председа́тель» — советский художественный фильм 1964 года в двух частях. Режиссёр Алексей Салтыков.

## Сюжет фильма и образ Егора Трубникова
После демобилизации, отвоевав на полях сражений Великой Отечественной войны, фронтовик Егор Трубников возвращается в родную деревню восстанавливать разорённое колхозное хозяйство.
Фильм-свидетельство о восстановлении сельского хозяйства в послевоенные годы. В фильме показана жестокая реальность послевоенной русской деревни, когда председателем становится фронтовик, ветеран-инвалид; колхозники по большей части женщины и вдовы, оставшиеся после страшной войны без мужей; послевоенная разруха и как следствие — ужасающая нищета. В этих трудных условиях председатель Егор Трубников принимает на себя ответственность за восстановление нормальной жизни односельчан.
«Председатель» — фильм, очень драматичный по накалу благодаря сюжетной линии и актёрскому составу. В нём решающую роль играют монологи и диалоги, сцены общих собраний, состав исполнителей, уровень их мастерства. Великолепно играет главную роль в этой картине актёр Михаил Ульянов.
«В работе над любой ролью меня прежде всего интересует социальная направленность поступков моего героя. Интересует, за что мой герой борется, какие думы его мучают. Я не люблю раскладывать черты характеров своих героев по полочкам: это „положительное“, это „отрицательное“. Не люблю потому, что так не бывает в жизни. В жизни всё гораздо сложнее. В одном и том же человеке уживаются порой самые противоречивые черты. Таков был Егор Трубников», — написал Ульянов в книге «Возвращаясь к самому себе».
Фронтовику Трубникову сложно было привыкать к будням мирной жизни, вначале он пытается решать вопросы колхозной жизни как на фронте, где риск погибнуть существовал каждый день и час, и где было «до смерти четыре шага». В колхозе пули не свистели и снаряды не рвались, но жить и работать в послевоенное время было не легче, а в чём-то даже труднее и сложнее. На войне перед Трубниковым был только враг, цели и их решение были чётко определены. В мирной жизни пришлось «воевать» на многих «фронтах». Герою Ульянова — Трубникову — пришлось не только вступать в борьбу с устоявшимися представлениями и порядками, но и с начальниками, успевшими приобрести устойчивый привычный взгляд на людское горе и беды. Чтобы изменить привычный уклад, поднять колхоз на ноги, Трубников неоднократно применял решительные меры к односельчанам, а в отношении начальства прибегал к хитрости, порой даже обману, который для него был ложью во спасение.
Нищая голодная разрушенная деревня поражает Егора Трубникова, и он решает во что бы то ни стало вернуть людей к нормальной жизни. Он ведёт себя как командир, поднимая людей на работу, как в атаку, чтобы спасти их, не дать погибнуть. Этим оправданы эпизоды фильма с непечатной лексикой, с наганом в руках — оторвать людей от земли, поднять их, хоть это и не по канону печатных передовиц в газетах и не в рамках фильмов, показывающих сытую деревенскую жизнь («Кубанские казаки») не по уставу, не соответствует понятиям гуманизма. Жёсткость и непреклонность Егора в житейских ситуациях полна фронтовой логики, хотя её осудили критики — они писали, что председатель в фильме совсем не гуманист, и его волевые решения — скорее удел отрицательного персонажа, чем положительного. Он единолично решает, кого отпускать на учёбу в город, а кого нет. Но в то же время видит, кто искренне хочет учиться дальше, а для кого учёба — способ убежать от нелёгких деревенских будней в «порнографический» институт.
Поначалу образ председателя был труден для Михаила Ульянова; впоследствии он признавался, что роль ему не давалась, пока он не увидел в журнале «Огонёк» фотографию и не прочитал статью про Кирилла Орловского — известного партизана и председателя колхоза в селе Мышковичи (Беларусь). Орловский был прообразом для Юрия Нагибина, когда тот писал сценарий. Помогла статья и Михаилу Ульянову в создании образа Егора Трубникова.
Режиссёр картины Салтыков, для которого это была первая самостоятельная режиссёрская работа, поразился, насколько актёр смог перевоплотиться. Созданный образ был так пронзителен, что режиссёр несколько раз беседовал с актёром. Он просил его немного ослабить влияние Егора Трубникова на зрителей — оба боялись, что картину положат на полку.
Фильм стал резким диссонансом в череде хвалебных картин о деревне того времени, и его с воодушевлением приняли люди, поскольку в нём была правда, присутствовала реальная жизнь, жили персонажи, похожие на людей из настоящей деревни, она отвечала насущным проблемам того времени.
Премьера фильма должна была состояться 29 декабря 1964 года. Перед этим картину подвергли жестокой цензуре и вырезали особенно острые эпизоды. Художественный совет всё-таки вынес отрицательное решение о прокате фильма, и уже расклеенные афиши в столице пришлось срочно убирать с тумб.
На широком экране «Председатель» появился в 1965 году, в первую неделю проката его посмотрели примерно 7 миллионов человек, а Михаил Ульянов стал одним из самых любимых актёров у миллионов зрителей. Критики вели яростные споры вокруг образа Трубникова, а через год фильм получил Ленинскую премию.

## В ролях

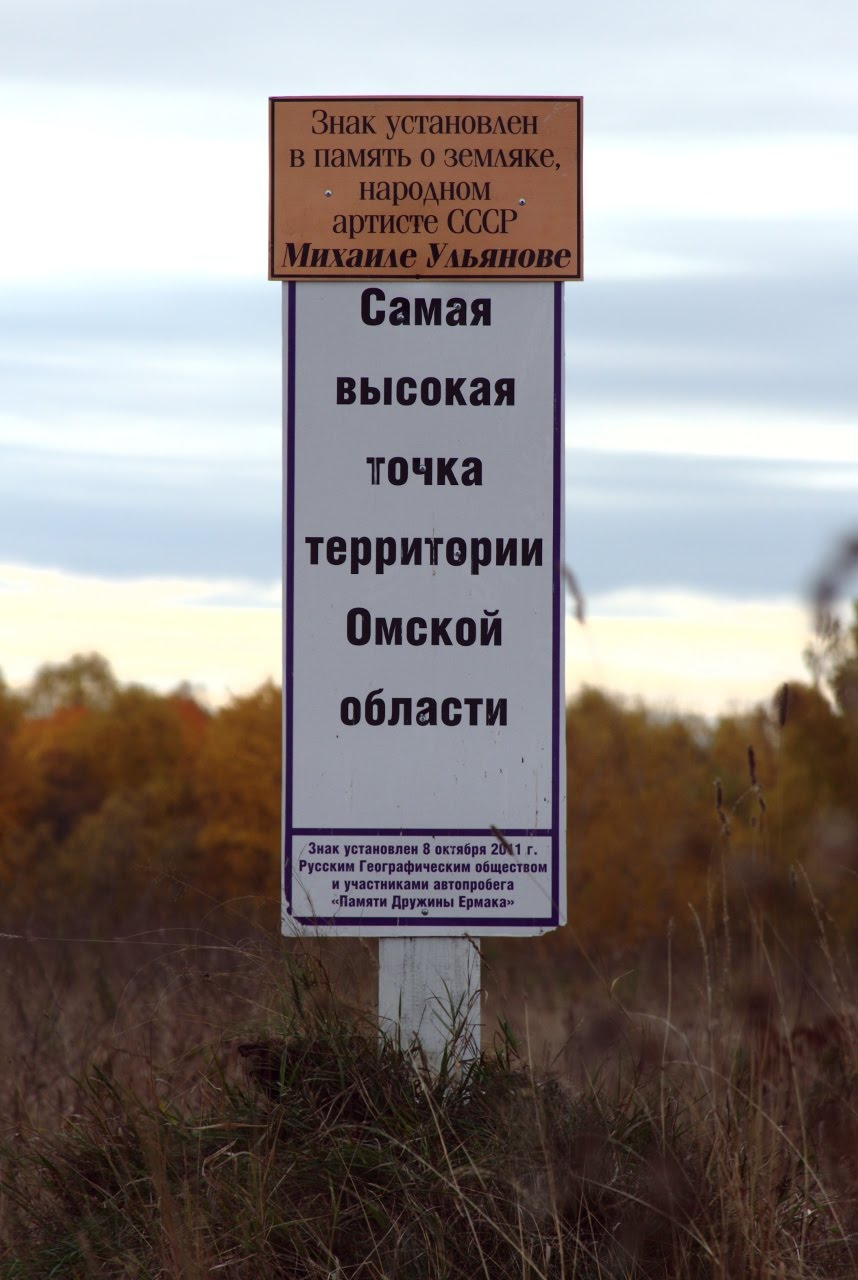
Самая высокая точка Омской области

- Михаил Ульянов — Егор Иванович Трубников, председатель колхоза, ветеран и инвалид войны
- Иван Лапиков — Семён Иванович Трубников, брат Егора
- Нонна Мордюкова — Доня, жена Семёна
- Кира Головко — Надежда, вторая жена Егора
- Валентина Владимирова — Полина Коршикова, доярка
- Антонина Богданова — Прасковья Сергеевна, доярка
- Сергей Курилов — Василий Кочетков, друг Егора
- Михаил Кокшенов — Михаил
- Вячеслав Невинный — Павел Маркушев
- Николай Парфёнов — Клягин, секретарь райкома
- Варвара Попова — Самохина
- Виталий Соломин — Валежин, врач
- Аркадий Трусов — Игнат Захарович, агроном
- Владимир Этуш — Калоев, начальник областного управления МГБ
- Сергей Голованов — корреспондент
- Владимир Гуляев — инструктор райкома Раменков
- Николай Хрящиков — член бюро райкома
- Вера Бурлакова — секретарша
- Елизавета Кузюрина — Мотя Постникова
- Сергей Блинников — Сердюков
- Тамара Носова — невеста Пашиного брата (нет в титрах)
- Владимир Маренков — Константин Маркушев
- Лилия Крамская — Анна Озеркова, телятница
- Александр Лебедев — эпизод
- Зинаида Воркуль — эпизод

## Награды
- 1965 — Лучший фильм года по версии журнала «Советский экран». А за роль Егора Трубникова Михаил Ульянов признан лучшим актёром 1965 года по версии журнала.
- Михаил Ульянов получил Ленинскую премию (1966) за исполнение роли Егора Трубникова.
- Государственная премия РСФСР имени братьев Васильевых «За создание женских образов в кино» Нонне Мордюковой  (1973).
- Вторая премия творческому коллективу фильма по разделу фильмов, отражающих жизнь и труд советского человека (Алексей Салтыков) на ВКФ (1966).[1]

## Факты
- Деревня, где находится колхоз «Труд», который возглавил главный герой, называется Коньково. В свете вскользь упомянутого в одном из диалогов фильма Бутове («аж до Бутовских пустошей») можно предположить, что действие происходит в подмосковной на тот момент деревне Коньково (ныне — столичный район Коньково, неподалёку — микрорайон Бутово, в настоящее время также входит в состав Москвы). Это придаёт дополнительный социально-политический подтекст драме — чудовищная разруха и нищета буквально в часе езды от Кремля.
- Михаил Ульянов в роли председателя впечатлил маршала Жукова; когда подбирали исполнителя роли маршала в киноэпопее «Освобождение», Жуков высказался в пользу Ульянова, хотя не знал даже его фамилии («А пусть тот, который председателя сыграл»[2]).
- Прообразом Егора Трубникова стал знаменитый белорусский партизан Кирилл Орловский[3]
- Натурные съёмки проходили под Можайском, в том числе в селе Мышкино, павильонные — в Риге.
- Религиозный гимн «Близко, мой Бог, к Тебе» в фильме поют нищие старик и старушка. Это известный церковный гимн, который звучит во многих зарубежных фильмах.